# Nebsen
Nebsen est un prénom masculin de l'Égypte antique, signifiant littéralement « c'est leur seigneur ».